# Pieter Nooten
Pieter Nooten – holenderski kompozytor, wokalista i klawiszowiec, związany początkowo z grupą Clan of Xymox. Brał udział w komponowaniu i nagrywaniu pierwszych trzech płyt tego zespołu, włączając do jego repertuaru kilka niezapomnianych utworów, a także współtworzył repertuar do kolejnych dwóch płyt Clan of Xymox. Po odejściu z zespołu nagrał wraz z gitarzystą Michaelem Brookiem płytę długogrającą Sleeps With The Fishes, na którą złożyły się zarówno utwory premierowe, jak i znane z repertuaru macierzystej grupy Nootena, ale przearanżowane (m.in. Theme I, zmienione tutaj na Clouds czy After The Call). Całość stała się dla wielu słuchaczy wyznacznikiem stylu wytwórni 4AD, dla której nagrywał Nooten. 
Pieter Nooten jest autorem tekstu i muzyki w utworze Several Times na albumie Blood (1991) przedsięwzięcia muzycznego This Mortal Coil wytwórni 4AD. 
Nooten wziął udział w projekcie przypominającym dokonania zespołów związanych z 4AD, przearanżowując utwór After The Call. Próbował kontynuować karierę w house'owym First Contact, ale bez większych sukcesów.
W roku 2007 nakładem amsterdamskiej wytwórni I-Rain Records ukazała się druga solowa płyta Nootena  (już bez Michaela Brooka) o tytule Ourspace.

## Dyskografia
Opracowano na podstawie materialu źródłowego
Clan of Xymox
- Subsequent Pleasures (1984)
- Clan of Xymox (1985)
- Medusa (1986)
- The John Peel Session (2001) (nagranie z 1985 roku)

Pieter Nooten, Michael Brook
- Sleeps With The Fishes (1987)

This Mortal Coil
- Blood (1991) (w utworze Several Times)

The Ultimate Dream
- Love U More (1992) (produkcja, remiksy)

A. de Feijter / P. Nooten / E. Smidt
- The Ultimate Dream (1993) (miksowanie)

Pieter Nooten
- Ourspace (2007)
- Here Is Why(2010)
- Collected (2010)
- Surround Us (2012)
- Haven (2013)
- Stem (2018)

Inne
- Orphee (2000)
- Sleep With 4AD (2006)